# Prawo Polski protofeudalnej

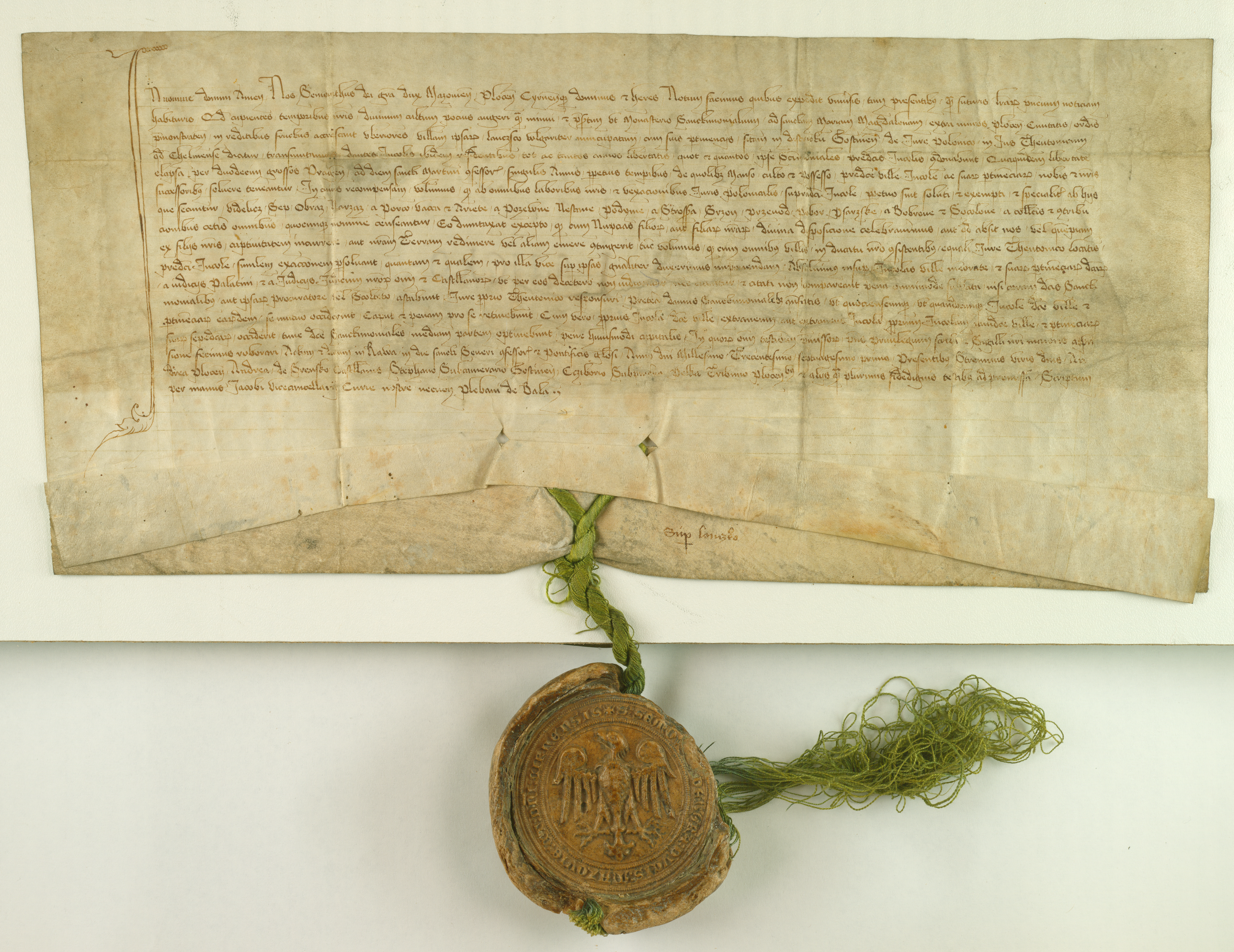
Siemowit III, książę mazowiecki, przenosi z prawa polskiego na prawo chełmińskie wieś Łącko (1371).

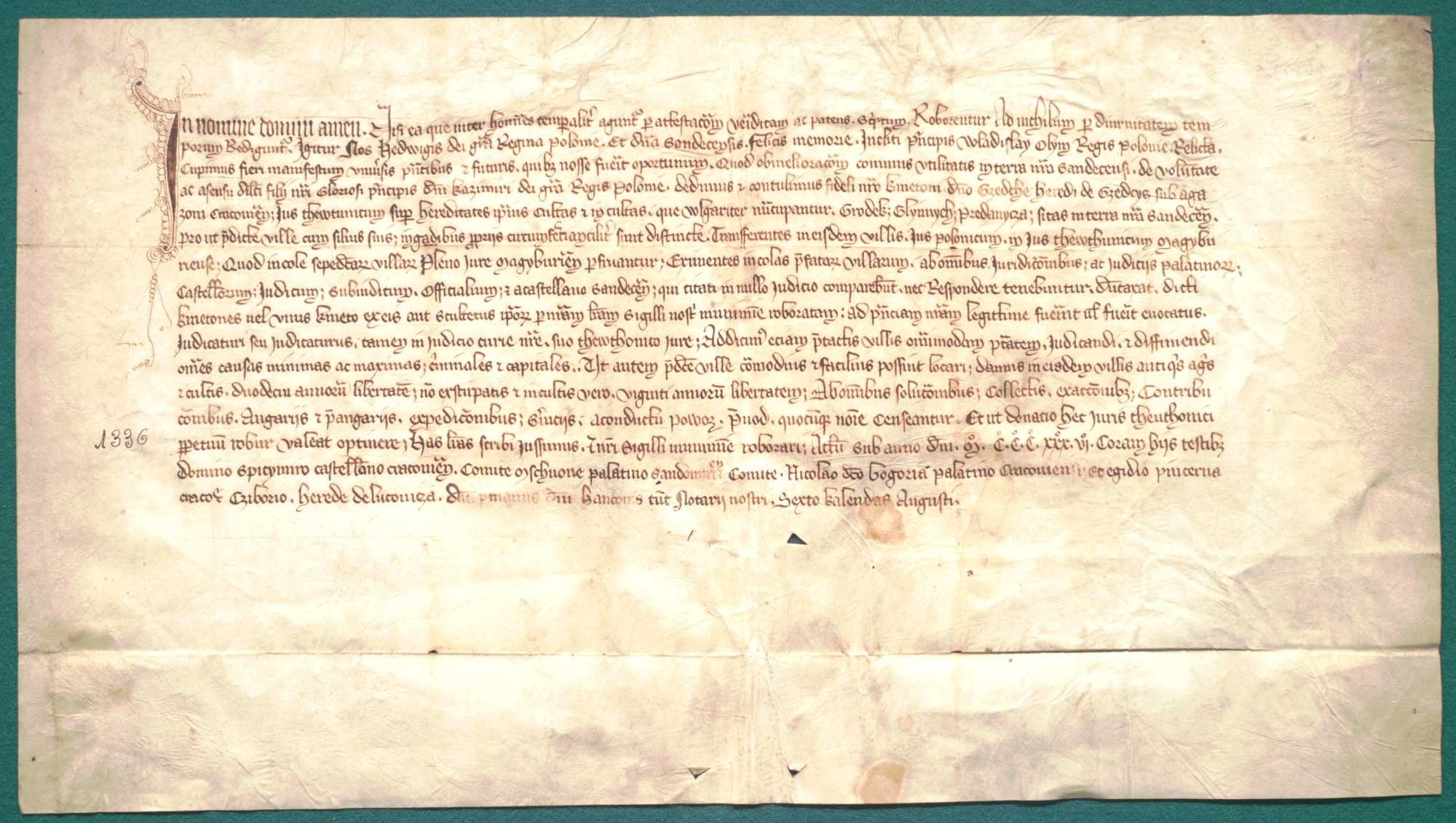
Jadwiga Bolesławówna królowa i pani sądecka przenosi 3 wsie podkoniuszego krakowskiego, Gedki, w ziemi sądeckiej Gródek nad Dunajcem, Glinik i Przydonicę z prawa polskiego na niemieckie (1336).

Prawo Polski protofeudalnej (łac. iure polonico) – tradycyjne, lokalne prawo słowiańskie wywodzące się jeszcze ze wspólnotowego okresu plemiennego i działające przy niewielkim zróżnicowaniu społecznym. W okresie tworzenia się państwowości polskiej prawo zwyczajowe zostało wzbogacone o odrębne prawo stanowione wprowadzane przez księcia i egzekwowane przez drużynę i urzędników przy udziale starszyzny.

## Źródła poznania
Opór Daków przerwał parcie Rzymu na północ, w efekcie ziemie polskie nie dostały się w sferę wpływów cywilizacji łacińskiej. W konsekwencji polskie prawo nie wzorowało się na prawie rzymskim (zachodnie państwa korzystały z Leges Romanae Barbarorum) oraz nie występowało w formie pisanej (jako tzw. Leges Barbarorum). Częściowo znamy je z nielicznych zachowanych relacji oraz łacińskich dokumentów wydanych przez kancelarie książęce oraz biskupie – (akta sprzedaży, nadania, przywileje, fundacje klasztorne oraz ich dokumentacja). Jak dotąd najobszerniejszymi znanymi zapisami prawa polskiego są księga henrykowska, księga elbląska, a także Liber fundationis episcopatus Vratislaviensis (pol. Księga uposażeń biskupstwa wrocławskiego) spisana za czasów biskupa Henryka z Wierzbna w latach 1295-1305 miejscowość wymieniająca szereg miejscowości lokowanych na prawie polskim iure polonico na Śląsku.
Dokumenty wzmiankujące stosowanie prawa polskiego zawarte są także w zbiorach średniowiecznych dokumentów książęcych oraz biskupich z terenu średniowiecznej Polski Codex diplomaticus Poloniae, Codex diplimaticus Silesiae, a także historycznych cyklach źródłowych Monumenta Germaniae czy Monumenta Poloniae. Dokumenty te pochodzą głównie z XIII i XIV wieku, a więc okresu schyłkowego, kiedy prawo polskie już wychodziło z użycia i było zastępowane płynącym z zachodniej Europy prawem feudalnym oraz magdeburskim. Na zwyczajowym prawie polskim Kazimierz Wielki oparł statuty wiślickie jedne z pierwszych w Polsce regulacji prawotwórczych, które oparte zostały na wcześniejszych zapisach: statutach wielkopolskich ustanowionych na wiecu ustawodawczym w Piotrkowie w latach 1356-1362 oraz statutach małopolskich ustanowionych na wiecu ustawodawczym w Wiślicy około 1362 roku .

## Początki

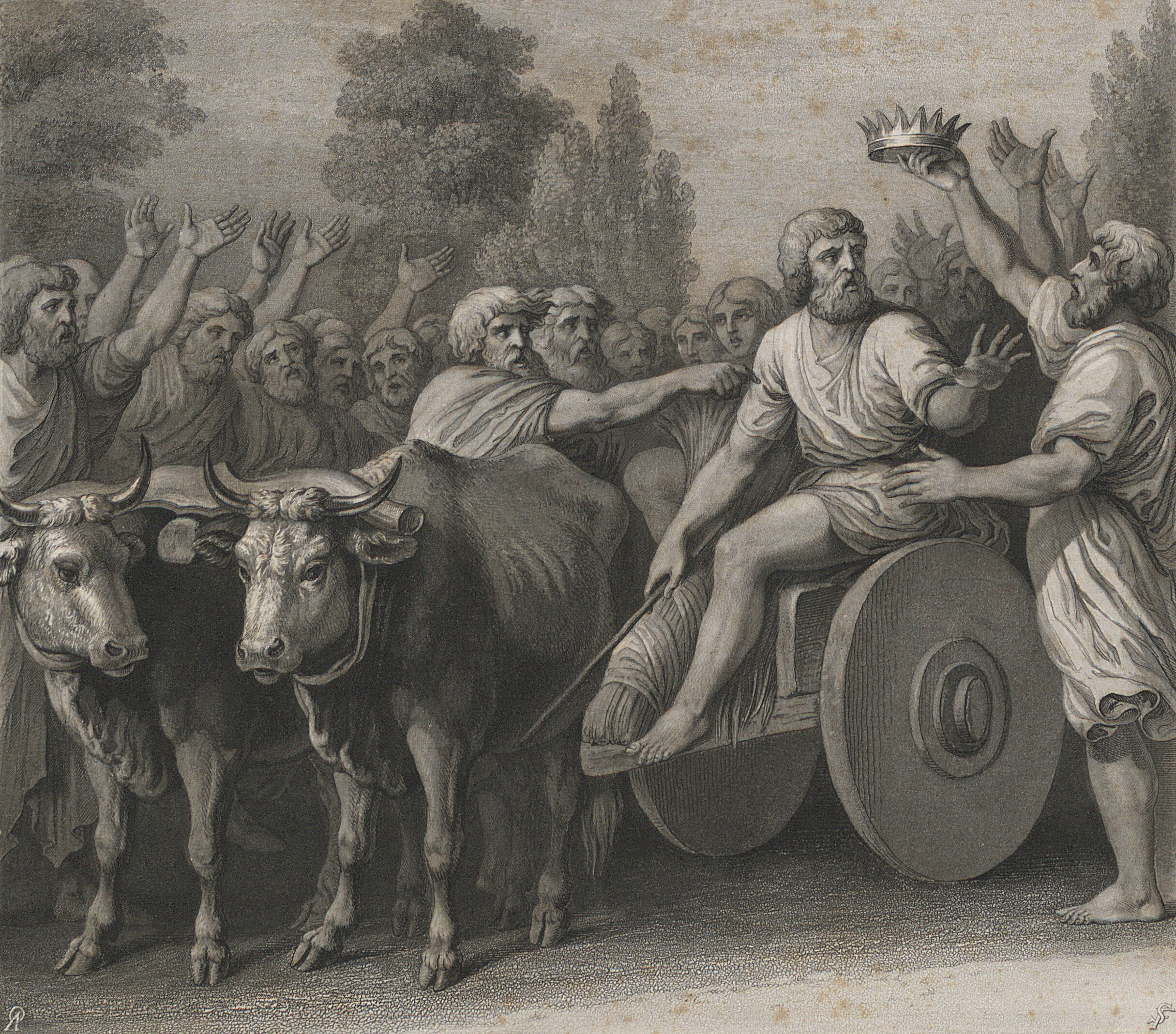
Wiec na którym wybrano Piasta według Antoniego Oleszczyńskiego (1794-1879)

Po okresie wędrówki ludów (VII w.) stopniowo zaczęły się tworzyć organizacje społeczne oparte na wspólnocie terytorialnej. Uprawa żarowa zastąpiona została dwupolówką z wykorzystaniem sochy i bydła pociągowego. W XII wieku stosowano już pług odwracający skibę, a od XIII w. wprowadzano trójpolówkę. Lepsze metody uprawy ziemi nie wymagały już przemieszczania się na nowe tereny, co więcej, opłacało się bronić pozyskanego już terenu uprawnego.
Na czele jednostek terytorialnych (wielkich plemion) stali naczelnicy zwani też książętami. W toku wzajemnych walk plemiona większe podporządkowywały mniejsze i przyłączały ich terytoria. Ośrodkami plemion były opola, według H. Łowmiańskiego zajmujące przeciętnie 300 km kw. i liczące po 1200-1400 ludzi. Centralnym punktem opola był ośrodek grodowy (czoło opolne), zwykle obronnie usytuowany i otoczony wałem ziemnym z palisadą. Tu mieszkała starszyzna, tu odbywały się wiece wolnych mieszkańców, na których podejmowano wspólne decyzje, tu gromadzono daniny i dokonywano wymiany towarowej (początkowo na niewielką skalę), tu w razie niebezpieczeństwa chroniono się. Wokół, w dogodnych do uprawy miejscach, znajdowały się mniejsze i większe osady grupujące rody. Na nowinach, terenach uzyskanych karczunkiem i wypalaniem, powstawały nowe osady. Część majątku była we wspólnym użytkowaniu (np. pastwiska, lasy, miejsce połowu, uzyskana zdobycz) część w indywidualnym (rodzinnym) np. bydło, pole orne. Opola były opodatkowane na rzecz księcia. Musiały oddawać wołu opolnego albo krowę. Ludność była zobowiązana także do śladu, czyli ścigania zbiegłych przestępców. W głównym opolu przebywał książę ze swoją drużyną. Odgrywał on coraz większą rolę w podejmowaniu decyzji o wyprawach wojennych, sojuszach i podziale zdobycznego majątku. Poszczególne obszary plemienne oddzielały od siebie bagna, większe rzeki i rozległe kompleksy leśne.
Geograf Bawarski (połowa IX w.) wymienia nazwy i liczbę opoli znanych mu największych polskich plemion. W IX w. do największego znaczenia doszły organizacje plemienne Wiślan, skupione wokół Wiślicy lub Krakowa, oraz Polan z ośrodkami w Gnieźnie, Poznaniu i Gieczu. W połowie X w. plemię Polan uzyskało znaczną przewagę i stopniowo, drogą sojuszów i podbojów podporządkowało plemiona wokół, dając początek państwu polskiemu.

## Okres protofeudalny (X w.–1320 r.)

### Kościół

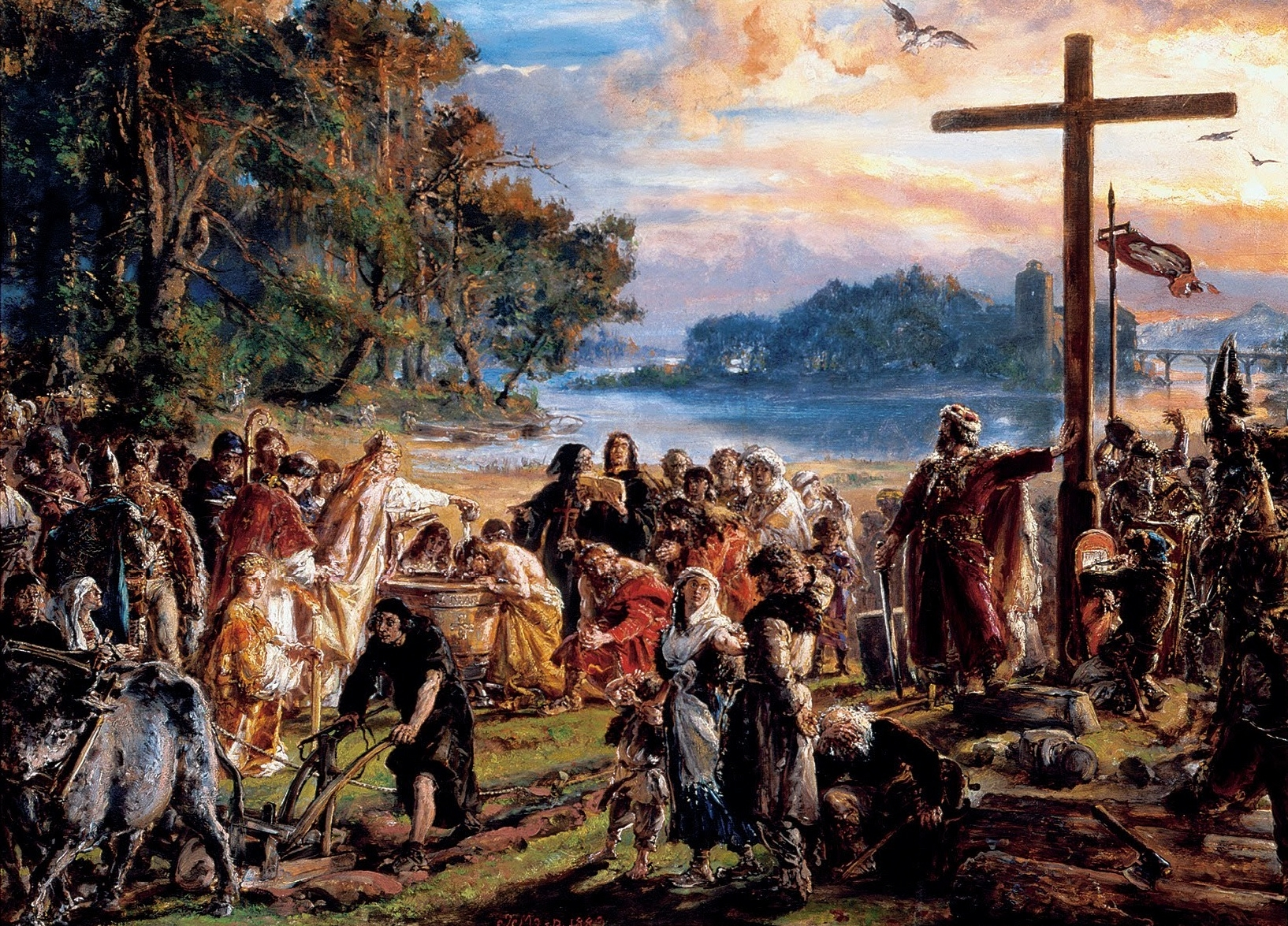
Przyjęcie chrześcijaństwa stanowiło poważny wyłom w tradycji słowiańskiej

Przedstawiciele Kościoła od początku mieli duże poważanie, a co za tym idzie duże dochody (nazwa ksiądz – pochodzi od książę). Duże nadania ziemskie (opola, wsie, a nawet całe kasztelanie) sprawiły, że przedstawiciele Kościoła, także pod względem majątku, zrównali się z wielkimi panami ziemskimi. Otrzymywana ziemia prędzej czy później była objęta  pełnym immunitetem książęcym. Ziemię przekazywano z jej mieszkańcami (przypisańcy), do tego część chłopów traciła wolność w ramach tzw. komendacji. Kościół chętnie też korzystał z prawa lokacji tworząc w swoich dobrach wsie i miasta na prawie zachodnim.
Podatki na rzecz Kościoła początkowo były zbierane w ramach ogólnej daniny i wypłacane przedstawicielom po zebraniu i oszacowaniu całości. Do 1318 r. świętopietrze  było podatkiem od rodziny.  Dziesięcinę zbierano początkowo jako podatek snopowy. Z pola nie można było zebrać zboża, póki poborca kościelny nie przybył i nie zaznaczył, które snopki należą się kościołowi. Przyczyniało to strat ludności, bo bywało, że ziarno skiełkowało w snopkach, zanim je można było zwieźć, a i kłopot miał ksiądz ze zwiezieniem i wymłóceniem. Podatek snopowy dość szybko zastąpiono daniną w zbożu (ziarnie), rzadziej w pieniądzu. Dziesięcina w zbożu, zwana małdratową, wynosiła  z łanu po 4 miary pszenicy, żyta i owsa. Dziesięcina pieniężna wynosiła 12 groszy z łanu. Panowie płacili po zebraniu plonów tzw. dziesięcinę swobodną, na dowolny obiekt kościelny. Najczęściej był to kościół zbudowany z ich fundacji.
Księża byli objęci pełnym immunitetem sądowym i mogli być sądzeni wyłącznie przez własne sądy. Swoich poddanych mogli sądzić sami. Na terenach kościelnych obowiązywało prawo kanoniczne zebrane w Collectio tripartita (XII w.) oraz statuty prowincjonalne będące wspólnymi ustaleniami kleru i wizytujących legatów papieskich, zebranych na synodach prowincjonalnych.

### Władza
Początkowo głównym źródłem bogactwa była pełniona funkcja i związane z nią prawo do pobierania części należnego księciu podatku. Urzędnicy przejmowali część podatków, bydła i niewolników osadzając ich na własnej ziemi lub sprzedając. Podział zdobytego majątku odbywał się odpowiednio do stanu posiadania. Był to okres tzw. eksploatacji scentralizowanej. Drobne i coraz większe  nadania ziemskie, wyłączenia spod prawa książęcego (immunitety), nowinki z Zachodu bardzo zmieniły system prawny i stosunki panujące w państwie doprowadzając do rozwiniętego systemu feudalnego. Z różnych przyczyn tylko na zachodzie Polski (Śląsk i Pomorze Szczecińskie) powstała typowa dla zachodniej Europy hierarchia lenna. Na pozostałych terytoriach nadania były dziedziczne, a ich właściciele podlegali bezpośrednio księciu, a więc w hierarchii stanowej wszyscy odpowiadali randze barona.
Państwo, najprawdopodobniej od czasów Mieszka I lub Bolesława Chrobrego, stało się dziedziczną własnością dynastii panującej (był to tzw. patrymonialny charakter państwa). Panujący był najwyższym twórcą i egzekutorem prawa. Z tego tytułu dysponował szeregiem praw do różnych dóbr (regale) zarówno naturalnych (np. ziemi, lasów, bagien, wody, kopalin), jak i uzyskiwanych działalnością człowieka (różnego rodzaju podatki, zyski z cła, myta, z targów, z regale menniczego, a także do konkretnych darmowych usług np. powozu, przewodu, przewodu zbrojnego).
W rządzeniu państwem pomagała władcy rada monarsza składająca się z najwyższych urzędników oraz przedstawiciele Kościoła w osobie arcybiskupa lub biskupa. Egzekucję praw i należności zapewniała drużyna, będąca całkowicie na utrzymaniu władcy (z części podatków należnych księciu). W terenie, zwierzchność nad przyłączonymi ziemiami podzielonymi na okręgi grodowe sprawowali komesi, a później kasztelanowie. Książę/król jako właściciel całości terytorium nadawał ziemię wraz z jej mieszkańcami swoim zaufanym rycerzom i urzędnikom, za zasługi na wojnie, za misje zagraniczne, za stłumienie buntu, za obronę grodu, aby podtrzymać lojalność, itd. Obdarowani przez władcę dołączali do dawnej starszyzny plemiennej. Część ziemi należała się urzędnikowi z tytułu sprawowania urzędu (beneficja). Zwykle kończyło się to tym, że ziemia oddzielała się od urzędu, stając się własnością stałą (alodium).
Władca mógł nadać ziemię sam sobie, tworząc prywatną domenę, a tym samym uzyskując prywatne źródło dochodu na różne cele. We własnej domenie lokował swoich chłopów, niewolników i przybyszów. Ściągania podatku z domen królewskich pilnowały dwory monarsze z włodarzem. Własne stałe dochody pozwalały księciu łatwiej rezygnować z należnych mu danin i hojniej szafować przywilejami. W akcie nadania ziemi zazwyczaj było zaznaczone wprost, do czego obdarowany ma prawo. O prawo lokacji zazwyczaj należało starać się specjalnie. Przy częściowym immunitecie było zaznaczone, jaką część może sobie zatrzymać pan, a jaką ma przekazać księciu. Zyski, z których rezygnował władca, zazwyczaj przejmował obdarowany, więc chłopi z tego tytułu nic nie zyskiwali (płacili tak samo). Co więcej, w nowym układzie poddany, który przestawał interesować księcia i jego poborców, był w większym stopniu narażony na samowolę, a nawet przymus i kary fizyczne ze strony obdarowanego immunitetem feudała.

### Wojna
W razie wojny za broń chwytali wszyscy wolni i zdatni do boju ludzie. Konna drużyna księcia wspierana była przez drużyny grodowe lokalnej władzy oraz piesze i różnorodnie uzbrojone oddziały kmieci. Rycerze wywodzili się głównie ze starszyzny rodowej lub opolnej. W pierwszej połowie XII w. drużyna książęca zanikła. Drużynnicy dostali nadania ziemskie i osiedli we własnych dobrach. Od XII w., w zamian za prawo do ziemi i niezależność wszyscy posiadacze ziemscy (prócz kościelnych) byli zobowiązani do konnej służby rycerskiej (ius militare) na każde wezwanie księcia. W razie bezpośredniego zagrożenia mieszczanie mieli bronić swoich miast, a chłopi najbliższej okolicy.

### Wiece i stan rycerski
Jeszcze w pod koniec XII i na początku XIII w. wiece zwoływano często. Załatwiano na nich sprawy bieżące:  informowano, karano, podejmowano decyzje. Wszyscy obecni mogli zabierać głos. Jednak wiece z udziałem księcia zwoływano coraz rzadziej, obejmowały coraz większe obszary (jedną lub kilka ziem), a decyzje podejmowała coraz mniejsza liczba ludzi.
Na wiecach terytorialnych (ziemskich lub dzielnicowych i międzydzielnicowych) załatwiano nadania, sądzono przestępców podlegających sądowi książęcemu,  ustalano podatki i nadzwyczajne obciążenia. Książę ogłaszał edykty i statuty wprowadzając prawo stanowione w miejsce prawa zwyczajowego. Dotychczasowi namiestnicy księcia, będąc w identycznej sytuacji jak inni okoliczni posiadacze ziemscy, zaczęli się przekształcać w rzeczników ziemskich podległego terytorium. Mając łatwiejszy dostęp do księcia lepiej mogli dbać o interesy okolicznego rycerstwa. Pojawiły się sądy stanowe. Rycerzy mógł sądzić tylko książę w towarzystwie starszyzny, zaś chłopów rycerze i księża.
Po etapie przywilejów jednostkowych przyszła kolej na przywileje rycerstwa jako całości. Etapem pośrednim były przywileje dzielnicowe. Pierwszym takim przywilejem był przywilej z 1228 r. wydany w Cieni dla rycerstwa małopolskiego przez Władysława Laskonogiego. Jako opiekun małoletniego Bolesława Wstydliwego zobowiązał się on do przestrzegania dotychczasowych immunitetów, słuchania rad baronów i biskupa, niestosowania ucisku i niewprowadzania nowych podatków. Istnienie osobnego stanu rycerskiego stało się faktem.

### Niższy stan
Z tytułu zmian w prawie i różnych bezwzględnie egzekwowanych należności większość ludności dotychczas wolnej już w XI w popadła w zależność, tracąc wolność i trwale stając się ludnością podległą. Z racji powodów podległości można wyróżnić następujące grupy tej ludności:
- Niewolni – do grupy tej należeli jeńcy zdobyci na wojnie, skazani na śmierć, którym karę zamieniono na niewolę, oraz niewypłacalni dłużnicy. Potomstwo ich dziedziczyło status niewolnych. Kościół zmusił właścicieli do ochrzczenia ich, a później, nie tolerując ochrzczonych niewolnych, doprowadził do zrównania ich statusu z ludnością chłopską zależną (bez prawa wychodu).
- Zakupieńcy – ludzie zakupieni wraz ziemią lub zadłużeni i oddający siebie na służbę, aż do czasu spłacenia długu swoją pracą, co zazwyczaj nigdy nie następowało.
- Przypisańcy – ludność darowana przy okazji nadawania dóbr ziemskich.
- Wieśniacy książęcy/królewscy – chłopi w dobrach nieoddanych jeszcze pod panowanie panów feudalnych oraz chłopi z domen władcy.
- Zależni z tytułu komendacji. Wolni, posiadający stosunkowo niewielkie dobra, nie byli w stanie przeciwstawić się samowoli najbliższego możnowładcy, szukając pomocy zdawali się na opiekę najczęściej Kościoła i za rentę feudalną uzyskiwali opiekę. Zachowywali prawo wyjścia.
- Goście – osadnicy przybyli z zagranicy, często zbiegowie.

W Polsce, podobnie jak na zachodzie Europy, obowiązywała zasada, że miejskie powietrze czyni wolnym, natomiast wiejskie czyni poddanym. Ktokolwiek przebywał w dobrach pana feudalnego przez rok i jeden dzień stawał się jego poddanym. Ktokolwiek przebywał w mieście (lokowanym) rok i sześć tygodni stawał się wolnym. Właściciele ziemscy starali się przeciwdziałać zbiegostwu zatrzymując chłopów w odpowiednim momencie, ścigając i poszukując zbiegów, wreszcie łagodząc ciężary swoim podanym oraz przeprowadzając lokacje. W 1257 r. Bolesław Wstydliwy zakazał przyjmowania do miast (do Krakowa) ludzi miejscowych, co wynikało z chęci utrzymania odpowiedniej liczby chłopów na polach. Wolnych gości znających rzemiosło (np. kowali, młynarzy) osadzano za czynsz oraz obowiązek wykonywania fachowej pracy na rzecz właściciela ziemi (młynarz oprócz mielenia zboża pańskiego pracował jako stolarz, a kowal robił narzędzia i kuł konie). W obrębie danej jednostki własnościowej obowiązywała zasada samowystarczalności. Ludność wolna zachowywała prawo wychodu i po spełnieniu określonych warunków mogła udać się w inne miejsce, to samo było z ich dziećmi, które mogły udać się np. na naukę rzemiosła. Chłopi pozbawieni prawa wychodu zwani byli poddanymi. Oni i ich dzieci ziemię mogli uprawiać dziedzicznie, lecz pan mógł ich przenosić na różne miejsca, zazwyczaj na pola gorszej jakości.
Pod względem zawodowym ludność niższą można podzielić na rolników oraz rzemieślników dworskich lub grodowych. Ci ostatni skupieni byli w grupach i tworzyli całe osady specjalizujące się w pracy jednego typu. Pozostały po nich nazwy typu: Kowale, Szczytniki, Grotniki, itd. Po ludności służebnej trudniącej się hodowlą koni, bydła pozostały takie miejscowości jak Skotniki, Owczary, Kobylniki, itd.). Lasem i łowami zajmowali się bobrownicy, sokolnicy, psiarze, smolarze. Bezpośrednia obsługa dworów leżała w gestii łagiewników (warzyli piwo i sycili miody), piekarzy, kucharzy, itd.
Wszyscy oni pracując na roli, wytwarzając, usługując płacili swemu panu za prawo użytkowania jego ziemi lub za dach nad głową i utrzymanie oraz zarabiali na należne księciu podatki. Należność pobierał właściciel ziemi w postaci renty naturalnej, odrobkowej lub pieniężnej. Przy rencie naturalnej właściciel zabierał wytwory pracy poddanego (zwykle było to zboże – łatwe do podzielenia i do przechowywania). Przy rencie odrobkowej należało przepracować jeden dzień w tygodniu (później coraz więcej), czyli 52 dni w okresach, kiedy była taka potrzeba, na ziemi i w dobrach pana. W trzecim przypadku należało zarobić i oddać należność w pieniądzu, zwykle kruszcowym, co zapobiegało stratom z tytułu inflacji i psucia pieniądza. Świadczenia, które stawały się niepotrzebne, pan zamieniał na inne, była to tak zwana reluicja.
Zwiększoną liczbę ludności starano się rozśrodkować tworząc nowe wsie początkowo na prawie polskim, a później także na prawie niemieckim. Zapobiegając zbiegostwu niektóre wsie przenoszono na prawo niemieckie, nawet bez odpowiednich dokumentów, zwłaszcza bez kłopotliwej zgody księcia. Takie wsie utrzymywały swoją strukturę i płaciły nieco wyższe podatki (o część księcia).
Wraz z wprowadzeniem trójpolówki (XIII w.) wprowadzono przymus niwowy. Polegał on na tym, że uprawy zbóż jarych, ozimych oraz odłogi grupowano po 3 niwy. Zapewniano w ten sposób jednakowy czas siania i zbierania, łatwy dostęp do pól oraz wypasanie bydła z daleka od upraw (bydło nie wchodziło w szkodę).